# Glenn Frey
Glenn Frey [uitspraak: 'ɡlɛn 'fraːj] (Detroit, 6 november 1948 – New York, 18 januari 2016) was een Amerikaanse rockmusicus, acteur, zanger en gitarist, het bekendst geworden met de band Eagles. Zijn eerste professionele opname-ervaring bestond uit het spelen op een akoestische gitaar en achtergrondzang in het nummer Ramblin' Gamblin' Man van Bob Seger System in 1968. Hij verhuisde toen naar Los Angeles waar hij Jackson Browne leerde kennen, die in hetzelfde appartementenblok als hij woonde.
In 1970 leerde Frey Don Henley kennen en zij werden tezamen met Randy Meisner en Bernie Leadon gevraagd door Linda Ronstadt om haar te begeleiden. Naar aanleiding van die samenwerking richtten Frey en Henley in 1971 de band Eagles op, waarin Frey verantwoordelijk was voor gitaar, keyboard en zang. Al snel traden zij uit de schaduw van Ronstadt en kende de groep zijn eerste grote succes met de door Frey en Jackson Browne geschreven hit Take It Easy. Frey nam niet enkel van dit nummer de leadvocals voor zijn rekening, maar ook van later volgende hits als Peaceful Easy Feeling, Already Gone, Lyin' Eyes, New Kid in Town, Heartache Tonight en How Long. Tijdens de split van de Eagles, tussen 1980 en 1994, begon hij aan een solocarrière als singer-songwriter. In 1985 scoorde hij een wereldhit met The Heat Is On, tevens de introductietune van de film Beverly Hills Cop. Begin 1986 had hij een hit in de Verenigde Staten met You Belong To The City. In Nederland en België werd dit nummer slechts een klein succes.
Van het laatste studioalbum van Eagles uit 2007, Long Road out of Eden, schreef Frey nog de helft van de nummers waaronder ook het bekende Busy Being Fabulous en de titelsong van het album. Op 29 juli 2015 eindigde de laatste tournee van Eagles en dit werd dus Frey's laatste optreden met de band.
Frey overleed op 18 januari 2016 op 67-jarige leeftijd in New York aan de gevolgen van reumatoïde artritis, een acute dikkedarmontsteking en een longontsteking.
In februari 2016 eerde zijn geboortestad hem met een naar hem vernoemde straat: Glenn Frey Drive ligt vlak bij de school uit zijn jeugd.

## Discografie

### Albums
- 1982 · No Fun Aloud
- 1984 · The Allnighter
- 1988 · Soul Searchin'
- 1992 · Strange Weather
- 1993 · Glenn Frey Live
- 1995 · Solo Collection (compilatie)
- 2000 · 20th Century Masters - The Millennium Collection: The Best of Glenn Frey (compilatie)
- 2005 · Classic Glenn Frey: The Universal Masters Collection (compilatie)
- 2012 · After Hours

### Singles
| Single met eventuele hitnotering(en) in de Nederlandse Top 40 | Datum van verschijnen | Datum van binnenkomst | Hoogste positie | Aantal weken | Opmerkingen |
| ------------------------------------------------------------- | --------------------- | --------------------- | --------------- | ------------ | ----------- |
| The Heat Is On                                                | 1985                  | 08-06-1985            | 31              | 4            |             |
| You Belong to the City                                        | 1985                  |                       | Tip11           |              |             |
| Smuggler's Blues                                              | 1985                  |                       |                 |              |             |
| Love in the 21st Century                                      | 1993                  |                       |                 |              |             |

- Bibsys: 1086755
- Biblioteca Nacional de España: XX933455
- Bibliothèque nationale de France: cb13894162m (data)
- Gemeinsame Normdatei: 134377877
- International Standard Name Identifier: 0000 0000 8111 6179
- Library of Congress Control Number: n88649159
- Nationale Bibliotheek van Letland: 000098005
- MusicBrainz: a717be4f-8b3d-4355-b33c-2b84f88fe40d
- Nationale Bibliotheek van Tsjechië: xx0053721
- Nationale Bibliotheek van Israël: 987007342376105171
- Nederlandse Thesaurus van Auteursnamen: 074938711
- Istituto Centrale per il Catalogo Unico: UBOV008077
- Système universitaire de documentation: 160743397
- Trove: 1194890
- Virtual International Authority File: 32183167
- WorldCat: E39PBJhMgtTpX4YBFhkxKT8DMP